# Euloxia ochthaula
Euloxia ochthaula là một loài bướm đêm trong họ Geometridae.